# Кхама, Тшекеди (1958)
Тшекеди Стэнфорд Кхама (англ. Tshekedi Stanford Khama, также Тшекеди Кхама II; 9 июня 1958) — политический и государственный деятель Ботсваны. Сын первого президента Серетсе Кхамы.

## Биография
Родился 9 июня 1958 в семье будущего первого президента Ботсваны Серетсе Кхамы и первой леди Рут Уильямс, британки по происхождению. Старший брат Тшекеди — Ян был 4-м президентом страны с 2008 по 2018 год.
Тшекеди был избран в Национальную ассамблею от «Демократической партии» на довыборах 2008 года и в дальнейшем переизберался в 2009 и 2014 годах. Также занимал министерские должности в правительстве. Перед выборами 2019 года перешёл в «Патриотический фронт Ботсваны» и стал одним из трёх избранных кандидатов партии.
Тшекеди женат и имеет двоих детей.